# Himalochrysa
Himalochrysa is een geslacht van insecten uit de familie van de gaasvliegen (Chrysopidae), die tot de orde netvleugeligen (Neuroptera) behoort.

## Soorten
- H. bhandarensis (Hölzel, 1973)
- H. chinica C.-k. Yang, 1987
- H. modesta Hölzel, 1973